# Tinum

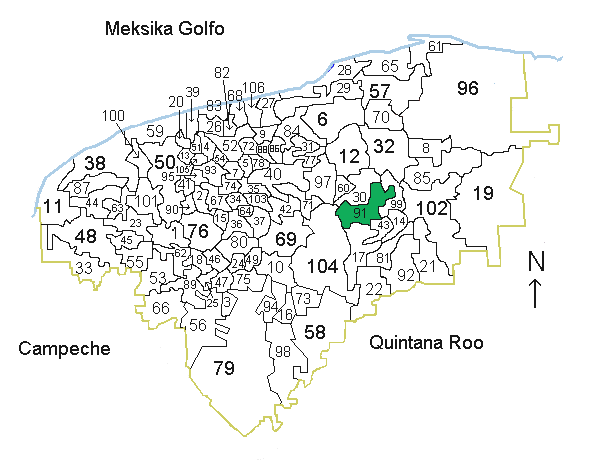
A imagem mostra a localização da comunidade 91 no estado mexicano de Yucatán

Tinum é um município do estado do Iucatã, no México. A população do município calculada no censo 2005 era de 9.960 habitantes.Abriga o famoso sítio arqueológico correspondente a antiga cidade maia Chichén Itzá.